# Autovía A-79
Die Autovia A-79 bzw. CV-86 (auch bekannt als Vía Parque Alicante–Elche) kurz A-79/CV-86 ist eine Autobahn, die Alicante und Elche verbindet. Die ersten sieben Kilometer, die durch Alicante verlaufen, sind die A-79. Die restlichen sieben, welche durch Elche verlaufen, werden als CV-86 bezeichnet. Sie ist eine Alternative zur N-340, die ebenfalls Alicante mit Elche verbindet. Die Autobahn ist zweispurig ausgeführt.

## Abschnitte
| Nr. der Ausfahrt | Name | Abzweigung  |
| ---------------- | --- | ----------- |
| 1                | Port d'Alicante – Albacete – Madrid Alicante Ouest N-330 | A-31        |
| 2                | Zone Industrielle |             |
| 3                | Bacarot |             |
| 4                | Bacarot Sud | CV-848      |
| 5                | Alicante Sud – Torrellano Aéroport d'Alicante – El Alet | N-340 N-338 |
| 6                | Torrellano Nord |             |
| 7                | Parc Industrielle d'Elche |             |
| 8                | Las Saladas – Jubalcoi |             |
| 9                | Maitino – Jubalcoi |             |
| 10               | Cartagena – Torrevieja Autopista AP-7 Elche (west) – Elche (nord) Murcia – Almería Autovía A-7 Alicante – Alcoy A-7 Benidorm – Gandia – Valencia (A-7) Albacete – Madrid (A-31) | EL-20       |